# Parauchenoglanis zebratus
Parauchenoglanis zebratus — вид сомоподібних риб родини Claroteidae. Описаний у 2023 році.

## Розповсюдження
Вид мешкає у верхній частині річки Луалаба, притоці річки Конго (ДР Конго).

## Опис
Вид відрізняється від усіх своїх родичів, відомих у басейні Конго та прилеглих басейнах: наявністю характерних темно-коричневих або чорних вертикальних смуг на бічній стороні тіла, принаймні для зразків приблизно ≥120 мм LS; широкий і трикутний плечовий відросток, закладений під шкіру; добре зазубрений грудний плавець.